# Фетисов, Алексей Михайлович
Алексей Михайлович Фетисов (1842—1894) — русский ботаник, учёный-садовод, краевед, археолог, педагог, виноградарь, хмелевод, сыродел, животновод.

## Биография
Алексей Михайлович родился в 1842 году в Севастополе в семье небогатых родителей из податного сословия. Окончил местное садоводческое училище.
Во второй половине 1870 года он приезжает в Ташкент по приглашению полковника Н. Н. Раевского, который предпринимал попытки развить виноградарство и виноделие на своих плантациях в Туркестанском крае.
В 1874 переезжает в Верный, административный центр Семиреченской области, где с 1875 по 1878 годы заведует Казённым садом. К 1876 году Казённый сад Верного занимал площадь 40 десятин. Северная часть сада была разделена прямыми аллеями на четырёхугольники, засаженные деревьями и кустарниками. Среди них: горная ель, неклён, ясень, горный боярышник, кустарники облепихи и барбариса. Вблизи павильона для музыки находился цветочный партер с разнообразием около 50 видов цветочных растений. В 1875 году в южной части сад обзавёлся обширным питомником, табачной плантацией и огородом. В питомнике разводились русские, заграничные и местные сорта плодовых, лесных и декоративных деревьев, которые бесплатно или за известную плату отпускались местным жителям, а также в Сибирь и в Ташкент. Заведующий садом обязан был следить за распространением в области правильных способов прививки. В питомнике с коммерческой целью разводились саженцы шелковицы и виноград для черенкования.
В конце 1878 года Фетисов был направлен в Пишпек для устройства и разведения в нём городского сада. Заложенный им в 1879—1880 годах Казённый сад Пишпека скоро получил широкую и заслуженную известность. Из его питомника ежегодно вывозились тысячи фруктовых деревьев в города и деревни Семиреченской и Сыр-Дарьинской областей. И даже из отдалённых городов Казалинска и Акмолинска поступали к Фетисову заказы на саженцы и черенки.
А. М. Фетисов положил начало организованному озеленению города. В 1881 году за Пишпеком по почтовой дороге в Верный (ныне — Проспект Жибек-Жолу) на месте заболоченного пустыря Фетисов заложил Карагачёвую рощу и питомник при ней общей площадью около 80 десятин. В 1883 начинается озеленение бульварной аллеи (ныне — Проспект Эркиндик). В 1889 на базе Казённого сада и питомника была открыта школа садоводства для мальчиков из киргизских семей, где поначалу занимались 15 киргизских и 4 русских мальчика. Алексей Михайлович там совмещал обязанности заведующего и преподавателя. Курс обучения длился 3 года. В школе готовили земледельцев, садоводов, огородников и пчеловодов. В 1890—1898 был заложен Дубовый сад, устройством которого занимались его ученики.
По приказу Военного Губернатора Семиреченской области генерал-лейтенанта Г. А. Колпаковского Фетисов совершил несколько поездок для изучения растительности области, результаты некоторых из них он опубликовал в «Туркестанских ведомостях»:
1. Экскурсия в горы Заилийского, Терскей и Кунгей Алатау в 1877 году[7][8];
2. Экскурсия в Кульджинский край в 1878 году[9];
3. Экскурсия в Занарынские горы в 1879 году[10].

Фетисов собрал подробный гербарий, коллекцию луковиц и семян растений Семиречья для Санкт-Петербургского Императорского ботанического сада, открыл и описал новых 182 вида растений, большинство из которых были введены в научный оборот Э. Л. Регелем, а некоторые получили название в честь первооткрывателя. Собранные им растения культивировались в ботанических садах Санкт-Петербурга и Эрфурта.
В 1886 году А. М. Фетисов по открытому листу Н. Н. Пантусова исследовал более 30 погребений на городище Бурана. В сентябре 1891 года по поручению Н. Н. Пантусова на средства полученные от ИАК А. М. Фетисов провёл раскопки древних могил в Иссыккульском, Пишпекском и Верненском уездах. Хотя Фетисов не был профессиональным археологом, обследования были выполнены им на должном для того времени уровне и опубликованы в Отчётах ИАК за 1891 год.
В 1882—1883 годах Фетисов начинает выращивать хмель. В течение нескольких лет он не мог найти ему сбыта, хотя разведённый им хмель был прекрасного качества и по своим достоинствам не уступал лучшим заграничным сортам. Потребовалось 5—6 лет терпеливого и настойчивого труда, чтобы побороть недоверие местных пивоваренных заводов. Одним из первых решился использовать хмель Фетисова купец Епифан Ильич Ильин из Ташкента, владелец пивоваренного завода. С его лёгкой руки хмель Алексея Михайловича получил повсеместную в крае известность, и на него стали поступать заказы даже из отдалённых Ферганской и Самаркандской областей. Уже в начале 1890-х годов спрос на пишпекский хмель превышал предложение. В 1892 году Фетисов собрал его в количестве 210 пудов. После смерти Алексея Михайловича участок с хмелевой плантацией выкупил Илья Фёдорович Терентьев, городской староста Пишпека. Продолжив хмелеводческое дело, он достигает коммерческого успеха и получает престижные награды — медаль на Всероссийской выставке 1896 года в Нижнем Новгороде, серебряная медаль и Почетная грамота на Всемирной выставке 1900 года в Париже, а также медаль на Семиреченской областной сельскохозяйственной и промышленной выставке 1902 года в Верном.
Фетисов выписывал усовершенствованные плуги, употребление которых старался распространить среди местного населения.
Фетисов открыл первую в Пишпекском уезде сыроварню. Практически весь произведённый сыр поставлялся в Верный, частично продавался на месте, в Пишпеке.
На Туркестанской сельскохозяйственной выставке 1886 года в Ташкенте Фетисов предполагал экспонировать сыры собственного изготовления: швейцарский (эмменталер), мекленбургский, лимбургский, честер и бакштейн, и они даже были упомянуты в каталоге выставки. Но ко дню открытия выставки сыры оказались ещё не готовыми, несмотря на форсированную выделку.
На Туркестанской сельскохозяйственной и промышленной выставке 1890 года в Ташкенте за выдающиеся своими хорошими качествами сыр, доброкачественный хмель и пшеницу он получил Большую золотую медаль от Министерства государственных имуществ.
Его Императорскому Высочеству Государю Цесаревичу Николаю 15 июля 1891 года на выставке в импровизированном «киргизском ауле» в 12 вёрстах выше по течению Иртыша от Омска были представлены образцы сыров (на манер швейцарского) сыроваренного заведения Фетисова в юрте-павильоне от Семиреченской области.
В 1892 году Фетисов продал сыра на 1500 рублей, что значительно превышало выручку подобных предприятий того времени.
В последние 3–4 года жизни Фетисов был особенно занят улучшением породы местного рогатого скота. От скрещивания киргизских малодойных коров с производителями чистой голландской породы Лика и помесями голландских и русских быков, купленных им на Туркестанской сельскохозяйственной и промышленной выставке в Ташкенте и в городе Аулие-Ата у менонитов, было в 1893 году приплода метисов 91 телёнок, всё же стадо состояло из 369 голов.
13(25) февраля 1894 года А. М. Фетисов скончался от рака гортани.

## Виды растений, названные в честь А. М. Фетисова
- Лук Фетисова (Allium fetisowi) (1877)[23];
- Мытник Фетисова (Pedicularis fetisowi) (1879)[24];
- Остролодочник Фетисова (Oxytropis fetisowi)(1880)[25];
- Акантолимон Фетисова (Acantholimon fetisowi) (1882)[26];
- Горечавка Фетисова (Gentiana fetisowi)(1882)[27][28];
- Пустынноколосник Фетисова (Eremostachys fetisowi)(1886)[29];
- Альфредия Фетисова (Alfredia fetissowii) (1923)[30].

## Семья
Алексей Михайлович Фетисов был женат и имел 2 детей — Иосиф, Мария.